# Franziska Kessel
Franziska Kessel, född januari 1906 i Köln, död april 1934, var en tysk politiker (kommunist). Hon var ledamot i den tyska riksdagen 1932-33.